# Haltichella xanticles
Haltichella xanticles is een vliesvleugelig insect uit de familie bronswespen (Chalcididae). De wetenschappelijke naam is voor het eerst geldig gepubliceerd in 1843 door Walker.